# Virtuelle Fachbibliothek Pharmazie
Die Virtuelle Fachbibliothek Pharmazie (ViFaPharm) stellt Fachinformationen, konventionelle und elektronische Dokumente, Internetobjekte und Datenbankinhalte aus dem Bereich der Pharmazie in einem Internetportal zur Online-Recherche bereit.
Die Universitätsbibliothek Braunschweig, bis 2014 die zuständige Sondersammelgebietsbibliothek des Faches, hat mit Förderung der Deutschen Forschungsgemeinschaft (DFG) die ViFaPharm aufgebaut und aktualisiert sie laufend.
Wichtige Module der ViFaPharm sind u. a. die Aufsatzdatenbank Online-Contents Pharmazie, die Digitale Bibliothek mit Zugang zu Volltexten und der Fachinformationsführer zu ausgewählten, weiterführenden Informationsquellen zu Arzneimitteln und zur  Pharmazie.
Das Sondersammelgebiet Pharmazie wurde 2015 in den Fachinformationsdienst Pharmazie überführt. Dieser FID Pharmazie entwickelt ein neues Internet-Portal, welches ein Discovery-System enthalten und die ViFaPharm erweitern und ersetzen wird.